# Instituto Psiquiátrico de Rosewood
O Instituto Psiquiátrico de Rosewood era uma instituição para pessoas com deficiências de desenvolvimento e outros transtornos mentais localizada em Rosewood Lane em Owings Mills , Maryland, Estados Unidos. Atendia preferencialmente mulheres. 
Foi estabelecida em 1888 como a Escola de Treinamento e asilo para pessoas com algum tipo de desordem mental . De 1912 a 1961, era conhecida como Escola de Treinamento do Estado de Rosewood . Em 1961, a instalação foi renomeada como o Rosewood State Hospital . Depois que os departamentos estaduais de saúde e higiene mental se fundiram em 1969, a instalação foi renomeada como o Rosewood Center . Em 15 de janeiro de 2008, o estado de Maryland anunciou que Rosewood ficaria fechada no futuro próximo, e o centro iniciou o processo de transferência de residentes para outras instalações. Finalmente fechou em 30 de junho de 2009.

## História
Em março de 1888, o Legislativo de Maryland aprovou "Uma Lei para estabelecer e incorporar uma Escola de treinamento e Asilo para os mentalmente  atrasados  do estado de maryland" (Capítulo 183, Atos de 1888) que habilitou uma Diretoria de Visitantes de dezessete membros a dirigir a Seleção de local para a criação de uma escola que "deve receber, cuidar e educar pessoas com variadas deficiências de desenvolvento cognitivo e mental". Apesar deste comando, apenas dez mil dólares foram apropriados para a terra e os edifícios, com uma verba anual de cinco mil dólares a partir daí. O asilo deveria ser gratuito para todas as crianças indigentes entre sete e dezessete anos, cobrando duzentos e cinquenta dólares para todas as outras crianças.
Devido à inadequada habitação e apropriação e ao número de candidatos elegíveis (estimados de forma conservadora pelo Conselho Estadual de Saúde em 1884 em 1.319), o Conselho de Visitantes teve que adotar uma política de admissão restritiva. Definido pelo Conselho em 1899, a política de admissão limitou-se a "aqueles que são susceptíveis de um certo grau de treinamento com a visão de serem desenvolvidos em uma condição de utilidade e autonomia, em outras palavras, deve ser uma Escola de Treinamento e não internação.
Apenas crianças brancas entre sete e dezessete anos de idade foram admitidas. Aos meninos foram ensinados agricultura, jardinagem e carpintaria, enquanto as meninas aprenderam costura, lavagem, ordenha e horticultura, além de treinamento para serviço doméstico. Com essas habilidades, esperava-se que os internos fossem auto-suficientes em sua libertação aos dezessete anos.
O treinamento também serviu para outro objetivo, já que o Conselho exibiu frequentemente um desejo quase obsessivo de ter o asilo auto-sustentável. Grande parte da comida foi cultivada ou criada na fazenda circundante e praticamente todas as roupas e roupas de mesa foram feitas pelas meninas. Toda a lavanderia e limpeza foi feita pelos internos e seu trabalho foi usado mesmo durante as escavações de novos edifícios em 1892 e 1900. A fazenda continuou em operação até a década de 1960.
Em 1900, a Diretoria propôs sem sucesso a construção de uma escola separada para o "colorido fraco mental" e para um edifício adicional para crianças epilépticas. A última esperança foi realizada quando o Thom Cottage foi erguido em 1896 através de uma doação privada. Outra esperança foi realizada quando, em 1894 e 1907, o Legislativo de Maryland passou as contas para transferir todos os pacientes insanos e fracos mentais de condados para instituições estatais. Enquanto isso criou pressão sobre a planta física em Rosewood, também assegurou o financiamento contínuo por parte do estado.
Em 1912, o nome da instalação foi alterado para "Rosewood Training School", refletindo mudanças nas atitudes e terminologia profissional. A escola expandiu consideravelmente sua capacidade durante o século XX e, em 1968, tinha aproximadamente 2.700 pacientes, um número quase triplo do que apenas dezessete anos antes.
Na Segunda Guerra Mundial, a natureza do atendimento ao paciente em Rosewood mudou drasticamente desde a década de 1890. Inicialmente, a instituição era encarregada da formação, educação e cuidados das crianças, e a construção do espaço da sala de aula tinha sido considerada como importante como a construção de bairros residenciais. Na verdade, as salas de aula e as enfermarias dos pacientes eram freqüentemente encontradas no mesmo edifício. Mais tarde, a ênfase mudou do paciente, seu desenvolvimento e eventual liberação para a necessidade de proteção da sociedade, institucionalizando o paciente para a vida. Em 1943, os deficientes físicos foram admitidos e, em 1950, todas as restrições de idade para admissão foram oficialmente removidas. Nascido dos grandes sentimentos humanitários do século XIX, Rosewood se deteriorou em uma instituição de prisão.
Apesar da rápida expansão das instalações durante este período, Rosewood continuamente sofreu excesso de gente e falta de profissionais, muitas vezes resultando em condições insatisfatórias para os pacientes. Essas condições foram periodicamente relatadas durante a década de 1940 em histórias de jornais, culminando em 1949 na série de artigos no Baltimore Sun on Rosewood e outros hospitais estaduais intitulados "Maryland's Shame". A reação pública a essa exposição e uma série de relatórios do grande júri na década de 1950 centraram a atenção na necessidade de melhor reabilitar e, eventualmente, desinstitucionalizar os pacientes, melhorando as condições para aqueles que necessitam de cuidados de vida.
O hospital foi integrado em 1956 e pacientes afro-americanos da unidade de deficientes mentais do Crownsville State Hospital foram transferidos para Rosewood. Em 1963, Henryton State Hospital foi convertido em uma instituição para os retardados. Depois de chegar a um nível alto no final dos anos 1960, a quantidade de pacientes declinou acentuadamente à medida que a ênfase mudou para a integração das pessoas com deficiências de desenvolvimento na comunidade. A tendência para a desinstitucionalização dos pacientes continuou, tornando obsoletos muitos dos antigos edifícios de cuidados e internação. Várias, incluindo King, Thorn, Holanda, Wyman e Hill foram destruídas, além de muitos dos edifícios agrícolas.
Entre as décadas de 1950 e 1970, como em muitas instituições estatais similares nos Estados Unidos, houve numerosos relatos de negligência,  e abusos. Em 1981, o Departamento de Justiça dos EUA declarou que os residentes de Rosewood "não conseguiram receber cuidados minimamente adequados".  Outras investigações revelaram-se positivas, levando os edifícios antigos a serem condenados em 1989. [ citação necessária ]
As instalações antigas e novas ficaram diretamente em um campo um do outro, a nova instalação hospedou ativamente mais de metade das pessoas com deficiências de desenvolvimento que residiam nas quatro instituições estatais de Maryland. O prédio principal foi queimado em um caso de incêndio de 2006 e o local agora está sob controle de segurança.
No domingo, 8 de março de 2009, um dos edifícios vãos de Rosewood foi destruído pelo fogo. O prédio já havia sido aprovado para demolição, de modo que os bombeiros permitiram que o prédio fosse consumido pelas chamas em vez de tentar combate-las.  O Maryland State Fire Marshal investigou o incêndio como possível ato criminoso.
O Departamento de Saúde e Higiene Mental do Estado de Maryland fechou Rosewood em 30 de junho de 2009.
Nos Arquivos do Estado de Maryland em Annapolis há uma grande coleção de fotos históricas   que ilustra o atendimento dos residentes de Rosewood e registros relacionados aos pacientes e à administração do hospital. 

## Na Cultura Popular
O filme de Suspense de 2017 intitulado "O INSTITUTO" conta a história de Rosewood Center e seus diretores afirmam ser o filme inspirado em fatos reais. 